# Tino Martin
Eduard Martinus (Tinus) Kattenberg (Den Haag, 27 januari 1984), beter bekend onder zijn artiestennaam Tino Martin, is een Nederlandse zanger. Hij is vooral bekend van zijn nummers als Doe wat je wil (2013), Jij liet me vallen (2014), Later als ik groter ben (2017) en Zij weet het (2018).

## Zangcarrière

### Begin
Martin kwam op veertienjarige leeftijd in aanraking met het artiestenvak. In de strandtent van zijn oom en tante stond hij voor het eerst op de planken. Martin begon zijn zangcarrière als René Froger-imitator. In 2002 nam hij deel aan de Soundmixshow van Henny Huisman. Hij zong This Is the Moment van Froger en werd uiteindelijk tweede. Daarna deed hij mee met de talentenjacht Idols. Omdat zijn stem te veel in verband werd gebracht met die van René Froger, besloot de jury niet verder te gaan met Martin. Hierna besloot hij zich te gaan richten op zijn eigen sound. Hij tekende een meerjarig platencontract bij Studio One. Vanaf dat moment werkte hij aan zijn eigen repertoire met o.a. tekstschrijver Henny Thijssen. In de regio Den Haag was hij inmiddels een bekende zanger in de groep JMT Gents en had in de regio een hit met Only the Strong survive en gaf een aantal shows in het Concertgebouw Den Haag en in het Paard van Troje.

### Doorbraak
In 2014 brak Martin definitief door met Jij liet me vallen en hij ontving een Edison Award voor zijn album, een plaat die wekenlang in de Top 10 van de albumlijst stond. De single Toch zal ik altijd aan je denken werd in een korte periode miljoenen keren bekeken en gestreamd op YouTube en Spotify.
In 2015 nam Martin een duet op met Dries Roelvink, Plaatje van een vrouw. In datzelfde jaar stond hij weer met een eigen show op de planken in de schouwburg van Amstelveen. Met zo'n 400 optredens mocht hij zich de meest geboekte artiest van 2015 noemen. Ondanks zijn doorbraak deed hij mee aan het SBS6-programma Bloed, zweet & tranen. In dit programma werd een nieuwe Nederlandstalige volkszanger(es) gezocht

### Verdere successen
In 2016 won Martin de Edison Popprijs en gaf hij zijn eerste grote soloconcert in de Heineken Music Hall. Een jaar later gaf Martin op 8 en 12 mei 2017 een concert in Calo Gracio op Ibiza. In datzelfde jaar gaf hij voor het eerst een uitverkochte concert in de Amsterdamse Ziggo Dome, met als titel: Hét concert van mijn dromen XL. De Haagse zanger lanceerde in aanloop naar het concert zijn versie van het nummer Later als ik groter ben (een cover van BLØF).
Na het succes van het album Jij liet me vallen en bijbehorende singles kwam Martin met een nieuw album genaamd Hoe ik het zie. Als voorloper hiervan bracht hij, in samenwerking met Gerard Joling, de single Laat me leven uit die de gouden status behaalde.
In 2018 gaf Martin naast 2 uitverkochte concerten in Koninklijk Theater Carré en het Scheveningse AFAS Circustheater opnieuw een concert in de Ziggo Dome. Kort hierop volgde zijn eerste theatertournee, onder de titel Dichterbij. Daarnaast nam hij als artiest deel aan het elfde seizoen van het televisieprogramma Beste Zangers. Tijdens de show zong Tino onder meer het nummer Zij weet het een cover van Glen Faria (MC Fit) en in navolging van Davina Michelle's Duurt te lang bereikte het nummer in de Oranje Top 30 de nummer-1 positie in week 51 van 2018. Tevens kwam het nummer binnen in de Nederlandse Top 40 en de Single Top 100. Het nummer werd verkozen tot het foute anthem 2019 van Qmusic. Op 19 juli van dat jaar ontving Martin een gouden plaat voor het nummer. 
Op 8 juni 2019 gaf Martin een uitverkocht concert in het Olympisch Stadion in Amsterdam. Tijdens het concert deed hij een duet met René Froger dat later als single werd uitgebracht, getiteld Proost op het leven. Daarnaast reisde Martin in het najaar van 2019 tot begin februari 2020 langs de Nederlandse theaters met een avondvullende show. 
In februari 2020 verscheen het nummer Loop niet weg, een samenwerking met Kris Kross Amsterdam en Emma Heesters. Het nummer werd bij het Nederlandse publiek goed ontvangen, zo behaalde het nummer de derde plek in  de Nederlandse Top 40. In de zomer van 2020 werden ook een aantal akoestische uitvoeringen van Martin in duet met onder andere Gordon, Paul de Leeuw, Trijntje Oosterhuis en Rolf Sanchez uitgebracht. Deze duetten werden uitgebracht onder de titel Acoustic Casino Sessions.
Martin maakt in 2021 ook zijn acteerdebuut in de Nederlandse film Just Say Yes, waarin hij een kleine bijrol heeft. De film ging in april 2021 in première en is te zien op Netflix. Tegelijkertijd bracht Martin ook de titelsong van de film uit onder de titel "Ik mis je niet".
De Acoustic Casino Sessions kregen in april 2021 een vervolg met een tweede serie duetten. Martin trad hier op met onder anderen Jan Smit, Glennis Grace, Guus Meeuwis, Jeroen van der Boom en Samantha Steenwijk.
Op 13 en 14 mei 2022 stond Martin in de Ziggo Dome met zijn show Viva Las Vegas. In september van dat jaar ging zijn theatertour Onderweg naar jou van start.

## Prijzen
- 2016: Koos Alberts Awards - Winnaar Beste Single 'Toch zal ik altijd aan je denken'.
- 2016: Edison Popprijs
- 2018: Edison Popprijs
- 2018: Sena Performers Award - Voor het Nederlandse Levenslied.

2021 dubbel platina